# Faxinal
Faxinal este un oraș în Paraná (PR), Brazilia.